# Teresa
Teresa – imię żeńskie pochodzenia greckiego. Może wywodzić się od słowa oznaczającego „mieszkanka wyspy Thera (znanej dziś jako: Santoryn)”.
W Polsce imię pojawiło się w XVII wieku.
W innych językach:
- łacina – Teresia[1]
- angielski – Theresa, Teresa, Terese, Teressa, Tessa, Tracey[1], Terry[4], Tess[5]
- czeski – Tereza[1]
- hiszpański – Teresa, Teresita[1]
- litewski – Teresė, Terė, Tarasia[1].

Teresa imieniny obchodzi: 3 marca, 7 marca, 11 marca, 12 kwietnia, 7 czerwca, 27 czerwca, 6 lipca, 9 sierpnia, 26 września, 1 października, 3 października i 15 października.

## Święte i błogosławione noszące imię Teresa
- św. Teresa z Ávili (od Jezusa, Teresa Wielka, Hiszpańska) – hiszpańska karmelitanka, mistyczka, Doktor Kościoła
- św. Teresa Kim – męczennica koreańska
- św. Teresa Yi Mae-im – męczennica koreańska
- św. Teresa Kim Im-i – męczennica koreańska
- św. Teresa Zhang He – męczennica chińska
- św. Teresa Chen Jinjie – męczennica chińska
- św. Teresa z Lisieux (od Dzieciątka Jezus, Mała Tereska) – francuska karmelitanka, Doktor Kościoła
- św. Teresa Benedykta od Krzyża – karmelitanka, filozof, męczennica
- św. Matka Teresa z Kalkuty – katolicka siostra zakonna

## Inne kobiety noszące imię Teresa
- Therese Alshammar – szwedzka pływaczka,
- Teresa Berganza – śpiewaczka operowa,
- Therese Borssén – szwedzka narciarka alpejska,
- Teresa Budzisz-Krzyżanowska – aktorka,
- Teresa Ceglecka-Zielonka – działaczka polityczna,
- Teresa Ciepły – lekkoatletka,
- Teresa Dębowska-Romanowska – prawniczka,
- Teresa Dobielińska-Eliszewska – lekarka, działaczka polityczna,
- Teresa Drozda – dziennikarka i poetka,
- Teresa Dzielska – aktorka,
- Teresa Grodzińska – sanitariuszka z wojny polsko-sowieckiej 1920,
- Therese Johaug – norweska biegaczka narciarska,
- Teresa Hernik – harcerka,
- Teresa Kotlarczyk – reżyserka,
- Teresa Lipowska – aktorka,
- Teresa Liszcz – prawniczka, działaczka polityczna,
- Teresa Lubińska – ekonomistka, działaczka państwowa,
- Theresa May – brytyjska polityk, premier Wielkiej Brytanii,
- Teresa Mroczko – polska historyczka sztuki, badaczka sztuki średniowiecznej
- Teresa Orlowski – niemiecka aktorka polskiego pochodzenia,
- Teresa Radziewicz – poetka,
- Teresa Rosati – projektantka odzieży,
- Theresa Russell – amerykańska aktorka,
- Teresa Rzepecka – poetka,
- Teresa Stadlober – austriacka biegaczka narciarska,
- Teresa Stratas – śpiewaczka operowa,
- Teresa Sukniewicz-Kleiber – lekkoatletka,
- Teresa Kunegunda Sobieska – córka króla Jana III Sobieskiego,
- Teresa Torańska – dziennikarka,
- Teresa Tuszyńska – aktorka, modelka,
- Teresa Werner – piosenkarka,
- Teresa Wojtaszek-Kubiak – polska śpiewaczka, sopran,
- Teresa Żylis-Gara – polska śpiewaczka, sopran.